# Miguel Azguime
Miguel Mascarenhas Pinheiro de Azevedo conhecido como Miguel Azguime (nasceu em Lisboa em 1960) compositor, poeta e percussionista português.
Fundou com Paula Azguime o Miso Ensemble, duo de flauta e percussão, um dos mais importantes agrupamentos portugueses de música contemporânea.

## Prémios
- Le Dicible Enfin Fini
- Derrière Son Double
- 4 Estações

## Obras
- 1 + 1 = 3
- 4 Estações
- 96 Digital Bells
- A Ausência do Autor
- A evidência dos números
- À Procura de Dizer as Palavras dos Poetas
- Água ou Maré-Nome de Pedra
- Águas Marinhas
- Alentour Allant Même
- Amen para uma ausência
- Ascèse
- Circundante Circunstância dos Círculos
- Comunicações
- Conformal Tetrahedric
- Constelações
- De l'Étant qui le Nie
- Déposer la Forêt
- Déposer la Forêt
- Derrière Son Double
- Des Cercles En Cercles
- Determinante-Solar
- Du Néant de l'Étant
- Du Néant qui le Croit
- Eiko-In ou les Modèles de l'Indifférence
- Escrituras
- Ícone I
- Ícone II
- Ícone III
- Ícone IV
- Ícone V
- Ícone VI
- Instalação Sonora para Exposição "Terra-Mãe... Terra-Pão"
- Instalação Sonora para Exposição de Arquitectura "Realidade-Real" de Nuno Mateus / ARX Portugal
- Instalação Sonora para Exposição de Arquitectura de Manuel Vicente
- Instalação Sonora para Exposição de Escultura de Bauduin
- Instalação Sonora para Exposição de Pintura de Jorge Vilaça
- Itinerário do Sal
- Le Dicible Enfin Fini
- Liquidus Sonorus Luminaris
- Mammoths Over the Rainbow
- Mandala
- Matrrrrrrrrrrrrrrrrr
- moment à l'extrêmement...
- Múltiplos-Transitórios
- Música e Texturas Sonoras
- Música para "12 Rounds"
- Música para "A Disputa"
- Música para "Much Ado About Nothing"
- Música para "O Jogo das Perguntas"
- Música para "Onde Bate o Sol"
- Música para "Primavera Negra"
- Música para "Self(ish) Portrait"
- Música para "Solo para Dois Intérpretes"
- Música para "Solos"
- Música para "Sonho de uma Noite de Verão"
- Música para "Uma Pedra no Bolso"
- Nónio
- O Ar do Texto Opera a Forma do Som Interior
- O Centro do Excêntrico do Centro do Mundo
- O Rouxinol do Imperador
- Para Saxofone
- Paraître Parmi
- Parfaire le Bleu
- Passing Rooms
- Poesia Cantada
- Pulse Code Modulation
- Sobreposições
- Soit Seul Sûr de Son I
- Soit Seul Sûr de Son II
- Sound Preferences ou a Forma do Silêncio
- Stephan Stroux (encenação)
- Trabalho da Madeira
- Une Aile Pourvu qu'Elle Soit du Cygne
- Yuan Zhi Yuan